# Marvin van der Pluijm (voetballer)
Marvin van der Pluijm (Rotterdam, 1 juni 1988) is een Nederlands voormalig betaald voetballer die uitkwam voor FC Den Bosch, NAC Breda en Dayton Dutch Lions FC.
Hij speelde van 2009 tot 2010 voor FC Den Bosch en het seizoen daarna voor NAC. In 2011 kwam hij uit in Amerika voor de Dayton Dutch Lions. Hierna kreeg hij geen profcontract meer en ging spelen voor Barendrecht, gevolgd door Capelle en Jodan Boys. In het seizoen 2014/15 keerde hij na 2 seizoenen terug bij Barendrecht. In de zomer van 2015 stapte hij over naar Spijkenisse.